# USAC National Championship 1960
USAC National Championship 1960 var ett race som kördes över tolv omgångar. Underbarnet A.J. Foyt tog sin första titel efter en strålande slutspurt. Jim Rathmann tog hem Indianapolis 500 samma år. 

## Delsegrare
| Datum        | Bana             | Vinnare       |
| ------------ | ---------------- | ------------- |
| 10 april     | Trenton          | Rodger Ward   |
| 30 maj       | Indianapolis 500 | Jim Rathmann  |
| 5 juni       | Milwaukee        | Rodger Ward   |
| 19 juni      | Langhorne        | Jim Hurtubise |
| 20 augusti   | Springfield      | Jim Packard   |
| 28 augusti   | Milwaukee        | Len Sutton    |
| 5 september  | DuQuoin          | A.J. Foyt     |
| 10 september | Syracuse         | Bobby Grim    |
| 17 september | Indiana          | A.J. Foyt     |
| 25 september | Trenton          | Eddie Sachs   |
| 30 oktober   | Sacramento       | A.J. Foyt     |
| 20 november  | Arizona          | A.J. Foyt     |

## Slutställning
| Plats | Förare            | Poäng |
| ----- | ----------------- | ----- |
| 1     | A.J. Foyt         | 1680  |
| 2     | Rodger Ward       | 1390  |
| 3     | Don Branson       | 1220  |
| 4     | Jim Rathmann      | 1000  |
| 5     | Tony Bettenhausen | 940   |
| 6     | Gene Force        | 830   |
| 7     | Johnny Thomson    | 800   |
| 8     | Len Sutton        | 780   |
| 9     | Lloyd Ruby        | 710   |
| 10    | Jim Packard       | 700   |